# Urnäsch (Fluss)
Die Urnäsch ist ein 23,5 km langer Fluss im Schweizer Kanton Appenzell Ausserrhoden und ein südlicher und linker Nebenfluss der Sitter.

## Name
Der Fluss wurde Ende des 9. Jahrhunderts als „Tres fluvios … Urnascam“ erstmals urkundlich erwähnt. Der Name leitet sich wohl mit -asca-Suffix vom romanischen (alpis) *Ōrana „am Rande gelegene Alp“ ab.

## Geographie

### Verlauf
Die Urnäsch entspringt auf der Schwägalp auf ca. 1281 m ü. M. im Hungbüel am Fusse des Säntis.
Noch auf der Schwägalp vereinigt sie sich mit dem Tosbach, bevor sie durch die Gemeinde Urnäsch fliesst. Zwischen Hundwil und Waldstatt liegt sie tief eingeschnitten im Hundwilertobel, wo sie von der 90 m hohen Hundwilertobelbrücke mit 143 m Spannweite und 269 m Länge sowie nahe der Grenze zu Stein von der alten, gedeckten Holzbrücke Hundwil ("Sprechende Brücke") überquert wird. Weiter fliesst die Urnäsch als Grenzfluss zwischen den Gemeinden Stein und Herisau im Appenzeller Hinterland Richtung Norden.
Sie mündet im Weiler Kubel (Stein) an der Grenze zum Kanton St. Gallen auf 588 m ü. M. in die Sitter.
Der 23,5 km lange Lauf der Urnäsch endet ungefähr 693 Höhenmeter unterhalb ihrer Quelle, sie hat somit ein mittleres Sohlgefälle von etwa 29 ‰.

### Einzugsgebiet
Das 93,6 km² grosse Einzugsgebiet der Urnäsch liegt im Schweizer Mittelland und wird durch sie über die Sitter, die Thur und den Rhein zur Nordsee entwässert.
Es besteht zu 34,1 % aus bestockter Fläche, zu 57,5 % aus Landwirtschaftsfläche, zu 4,9 % aus Siedlungsfläche und zu 3,5 % aus unproduktiven Flächen.
Die Flächenverteilung
Die mittlere Höhe des Einzugsgebietes beträgt 1020,8 m ü. M., die minimale Höhe liegt bei 604 m ü. M. und die maximale Höhe bei 2388 m ü. M.

## Hydrologie
Bei der Mündung der Urnäsch in die Sitter beträgt ihre modellierte mittlere Abflussmenge (MQ) 3,89 m³/s. Ihr Abflussregimetyp ist nivo-pluvial préalpin und ihre Abflussvariabilität beträgt 20.

## Brücken

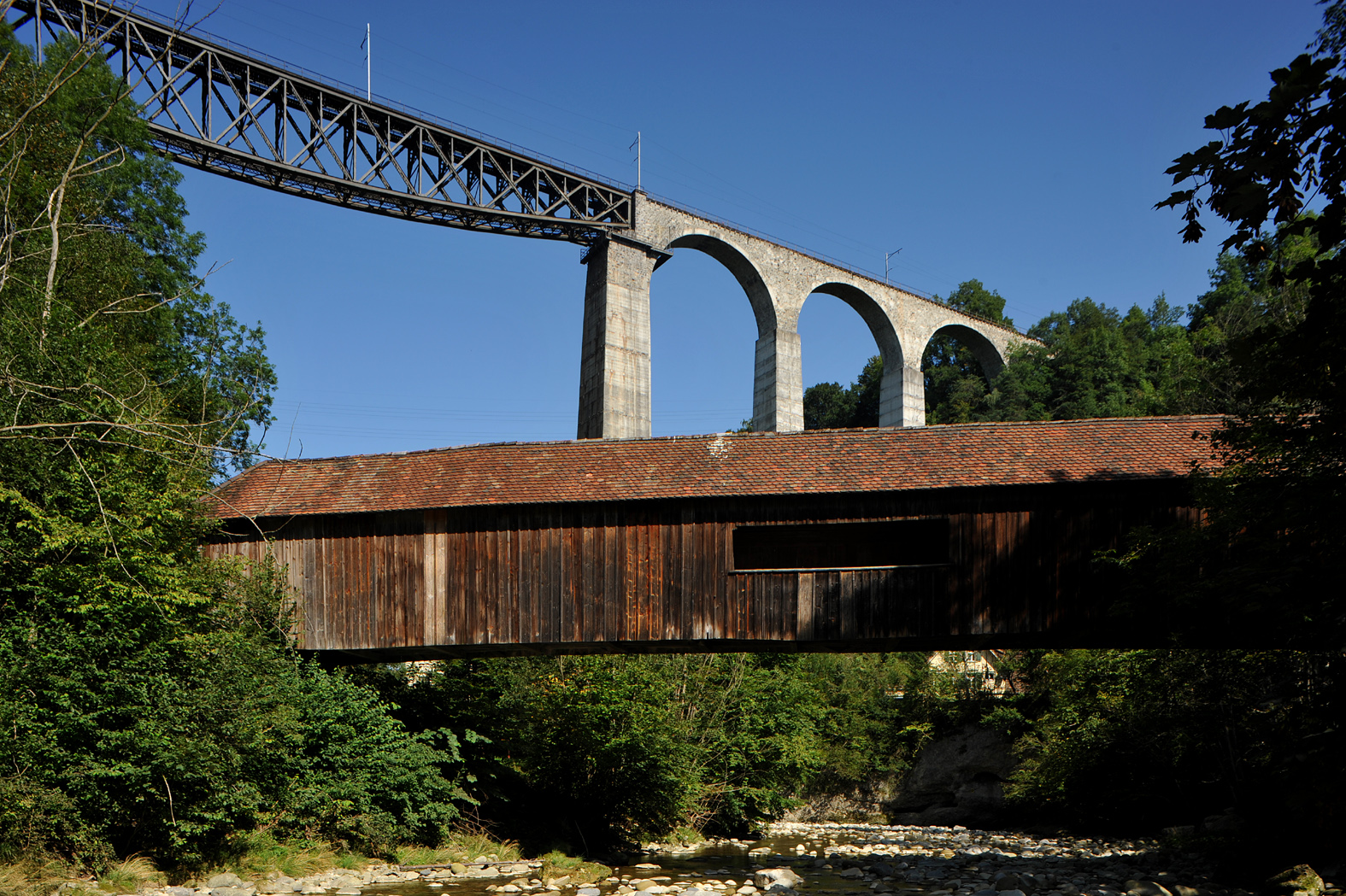
Holzbrücke über die Urnäsch

Die 1992 eröffnete Hundwilertobelbrücke verbindet Herisau mit Hundwil und weiter mit Appenzell. Die Holzbrücke Hundwil ist eine historische gedeckte Holzbrücke zwischen Hundwil und Herisau.
Interessanterweise führt mit der Brücke im Kubel eine zweite „sprechende Brücke“ über den Fluss. Diese ist in ähnlicher Manier wie die obere bei Hundwil erbaut.